# Église Saint-Roch de Balzan

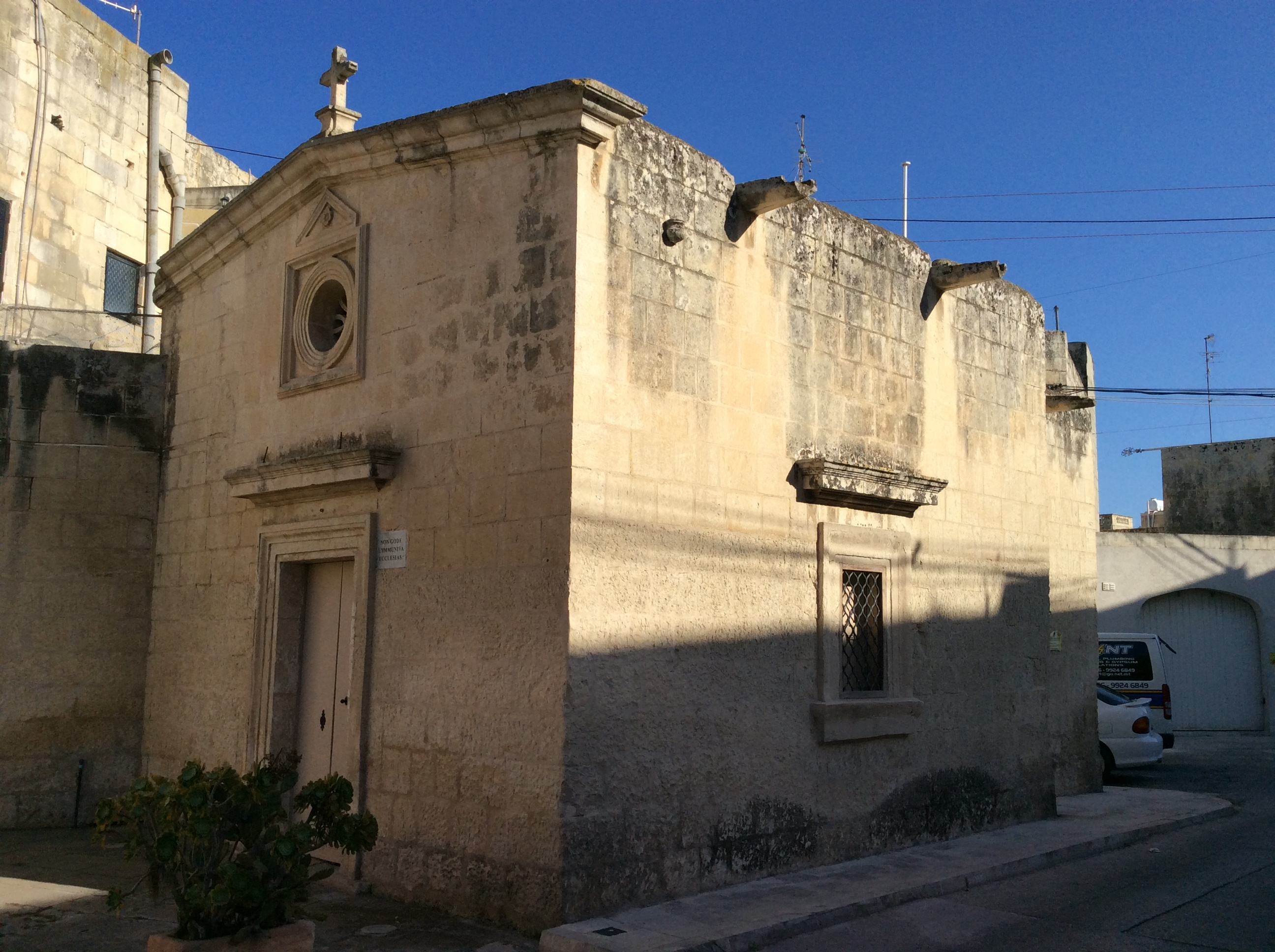
Saint Roch.

L'église Saint-Roch est une église catholique située à Balzan, à Malte.

## Historique
L'église a été construite en 1593 après avoir subi une épidémie de peste.

## Architecture
Elle dispose d'un remarquable portail.